# Diecéze ariarathijská
Diecéze Ariarathia je titulární diecéze římskokatolické církve.

## Historie
Ariarathia je ztotožnitelná s Aziziye v dnešním Turecku. Je to starobylé biskupské sídlo v římské provincii Arménie II.. Bylo součástí Konstantinopolského patriarchátu a sufragánnou arcidiecéze Meliténé.
Dnes je využívána jako titulární biskupské sídlo; dosud nebylo přiděleno.

## Seznam biskupů
- Aurelius (? – asi 380)
- Acacius (před rokem 448 – po roce 458)